# Mălai

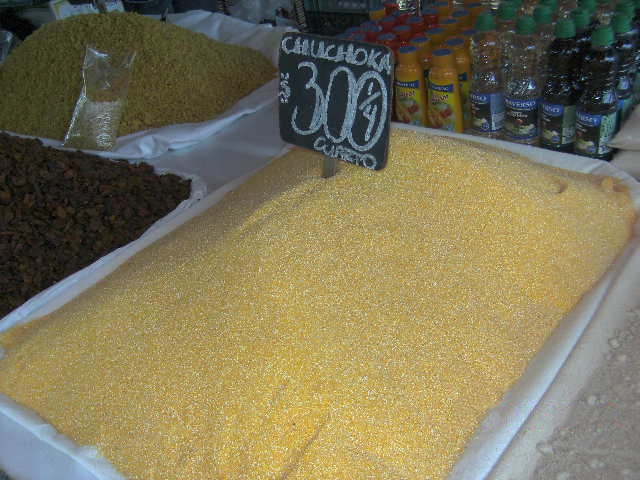
Chuchoca, porumb fiert și uscat la soare, apoi măcinat (Chile).

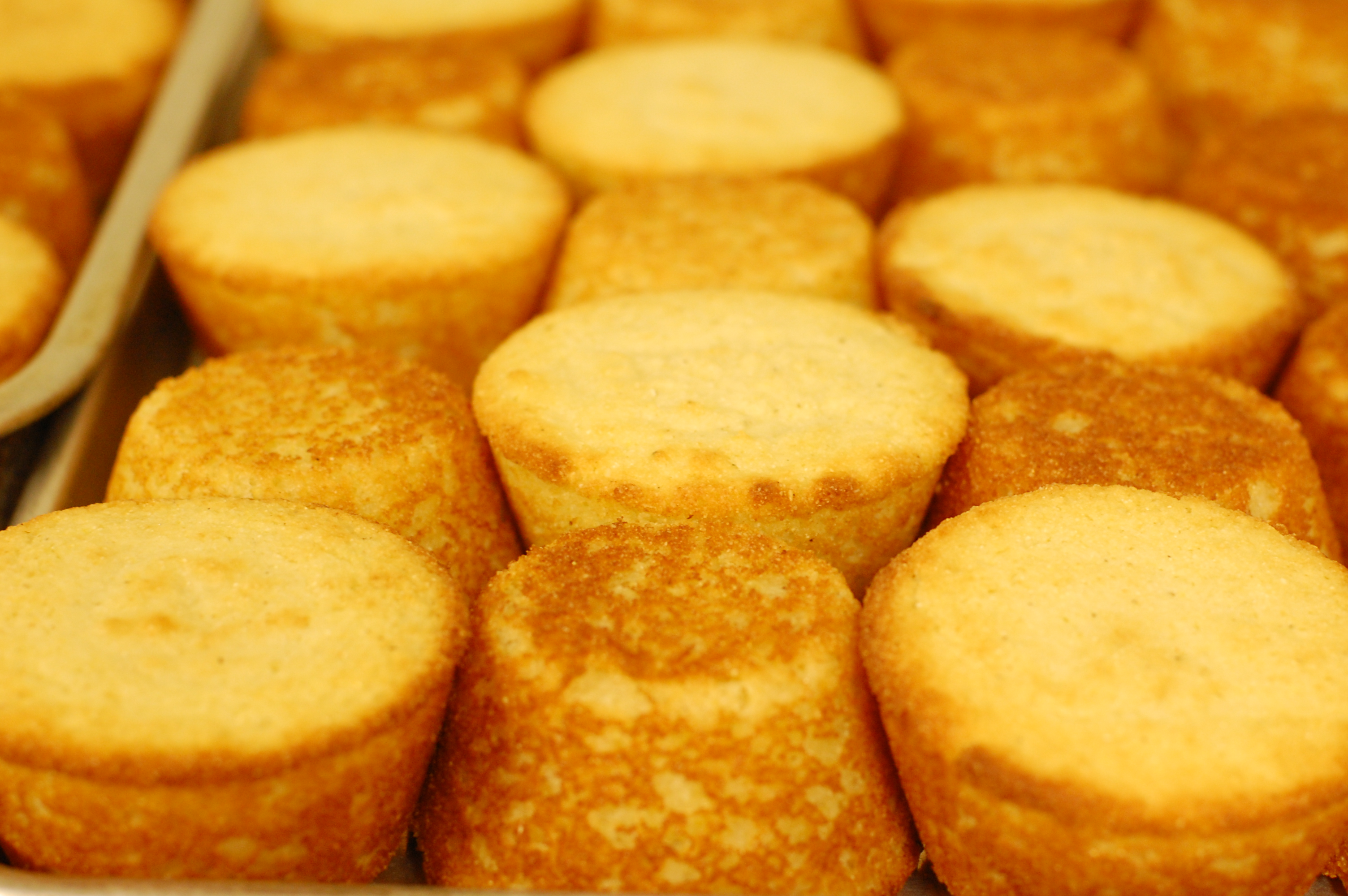
Turte din mălai

Mălaiul (denumit și făină de porumb) este un produs de morărit, o făină alimentară obținută prin măcinarea boabelor uscate de porumb. Are o largă utilizare în bucătăria sud-americană și în America Centrală. Este folosit ca ingredient pentru mâncăruri, dar și ca hrană pentru animale. Pe continentul american a fost folosit în bucătăria amerindiană (precolumbiană) încă din antichitate și, după descoperirea Americii de către europeni, a ajuns în alimentația europeană și s-a răspândit concomitent în toată lumea.
Când mălaiul e muiat într-o soluție alcalină, cum ar fi apa de var (procedeu cunoscut ca "nixtamalizare"), se obține o altă faină, numită "masa", ce e utilizată la prepararea de arepas, tamales și tortillas. Nixtamalizarea ajută la prevenirea pelagrei și reduce mult din micotoxine. 

## Mâncăruri din mălai
În bucătăria italiană se face polenta, în Mexic este mult răspândită și agreată tortilla (un fel de turte din mălai).
În spațiul românesc, este vorba de mămăligă, considerat un aliment de bază tradițional. 
Alivanca este un o turta din mălai amestecat cu lapte bătut, smântâna și brânza, uneori se pot adaugă și verdețuri, de exemplu mărar. Este un desert specific regiunii Moldova cu gust sărat și dulce.